# Erik Tønne
Erik Tønne (Trondheim, 3 luglio 1991) è un calciatore norvegese, attaccante del Ranheim.

## Carriera

### Club
A livello giovanile, Tønne ha vestito le maglie di Nardo, Rosenborg e Strindheim. Con quest'ultima squadra ha avuto anche l'opportunità di giocare in 2. divisjon. A settembre 2010 ha sostenuto un provino con gli inglesi dello Sheffield United, che ha portato alla firma di un contratto a febbraio 2011.
Inizialmente aggregato alla squadra riserve, in data 9 aprile 2011 ha effettuato il proprio esordio in Championship: ha sostituito Michael Doyle nella sconfitta casalinga per 1-2 contro il Middlesbrough. Al termine di quella stessa stagione, lo Sheffield United è retrocesso in League One.
Il 3 settembre 2011 ha trovato il suo primo gol da calciatore professionista, nel 4-0 casalingo sul Bury. Il 12 gennaio 2012, Tønne ha rinnovato il contratto che lo legava al club fino al 30 giugno 2014. Il successivo 31 gennaio è stato ceduto allo York City con la formula del prestito. Ha esordito in Conference il 7 aprile, schierato titolare nella sconfitta casalinga per 0-1 contro il Fleetwood Town. Il 21 aprile 2012 ha trovato il primo gol, che ha sancito il successo per 0-1 sul campo del Braintree Town. È tornato allo Sheffield United per fine prestito al termine della stagione.
Il 3 aprile 2013, Tønne ha fatto ritorno in Norvegia per giocare nell'HamKam fino al termine della stagione locale. Il 6 aprile 2013 ha pertanto potuto esordire in 1. divisjon, sostituendo Emil Dahle nel pareggio casalingo per 2-2 contro lo Stabæk. Il 5 maggio è arrivato il primo gol, nella vittoria per 1-0 sull'Elverum.
L'11 agosto 2013 è stato ingaggiato a titolo definitivo dal Sandnes Ulf. Lo stesso giorno ha dunque esordito in Eliteserien, subentrando a Marius Helle nel 2-1 inflitto al Tromsø.

### Nazionale
Tønne ha giocato una partita per la Norvegia under 15.

## Statistiche

### Presenze e reti nei club
Statistiche aggiornate all'11 novembre 2022.
| Stagione             | Club                 | Campionato           | Campionato | Campionato | Coppe nazionali | Coppe nazionali | Coppe nazionali | Coppe continentali | Coppe continentali | Coppe continentali | Supercoppe | Supercoppe | Supercoppe | Totale | Totale |
| Stagione             | Club                 | Comp                 | Pres       | Reti       | Comp            | Pres            | Reti            | Comp               | Pres               | Reti               | Comp       | Pres       | Reti       | Pres   | Reti   |
| -------------------- | -------------------- | -------------------- | ---------- | ---------- | --------------- | --------------- | --------------- | ------------------ | ------------------ | ------------------ | ---------- | ---------- | ---------- | ------ | ------ |
| 2009                 | Strindheim           | 2D                   | ?          | ?          | CN              | ?               | ?               | -                  | -                  | -                  | -          | -          | -          | ?      | ?      |
| 2010                 | Strindheim           | 2D                   | ?          | ?          | CN              | ?               | ?               | -                  | -                  | -                  | -          | -          | -          | ?      | ?      |
| Totale Strindheim    | Totale Strindheim    | Totale Strindheim    | ?          | ?          |                 | ?               | ?               |                    | -                  | -                  |            | -          | -          | ?      | ?      |
| gen.-giu. 2011       | Sheffield Utd        | FLC                  | 2          | 0          | FACup+CdL       | -               | -               | -                  | -                  | -                  | -          | -          | -          | 2      | 0      |
| 2011-gen. 2012       | Sheffield Utd        | FL1                  | 2          | 1          | FACup+CdL+FLT   | 0+0+2           | 0+0+1           | -                  | -                  | -                  | -          | -          | -          | 4      | 2      |
| gen.-giu. 2012       | York City            | FC                   | 3          | 1          | FAT             | 1               | 0               | -                  | -                  | -                  | -          | -          | -          | 4      | 1      |
| 2012-apr. 2013       | Sheffield Utd        | FL1                  | 0          | 0          | FACup+CdL+FLT   | 0               | 0               | -                  | -                  | -                  | -          | -          | -          | 0      | 0      |
| Totale Sheffield Utd | Totale Sheffield Utd | Totale Sheffield Utd | 4          | 1          |                 | 2               | 1               |                    | -                  | -                  |            | -          | -          | 6      | 2      |
| apr.-ago. 2013       | HamKam               | 1D                   | 17         | 4          | CN              | 4               | 0               | -                  | -                  | -                  | -          | -          | -          | 21     | 4      |
| ago.-dic. 2013       | Sandnes Ulf          | ES                   | 10         | 0          | CN              | -               | -               | -                  | -                  | -                  | -          | -          | -          | 10     | 0      |
| 2014                 | Sandnes Ulf          | ES                   | 25         | 0          | CN              | 1               | 0               | -                  | -                  | -                  | -          | -          | -          | 26     | 0      |
| gen.-lug. 2015       | Sandnes Ulf          | 1D                   | 1          | 0          | CN              | 2               | 0               | -                  | -                  | -                  | -          | -          | -          | 3      | 0      |
| Totale Sandnes Ulf   | Totale Sandnes Ulf   | Totale Sandnes Ulf   | 36         | 0          |                 | 3               | 0               |                    | -                  | -                  |            | -          | -          | 39     | 0      |
| lug.-dic. 2015       | Bodø/Glimt           | ES                   | 9          | 1          | CN              | -               | -               | -                  | -                  | -                  | -          | -          | -          | 9      | 1      |
| 2016                 | Fredrikstad          | 1D                   | 28         | 3          | CN              | 3               | 1               | -                  | -                  | -                  | -          | -          | -          | 31     | 4      |
| 2017                 | Levanger             | 1D                   | 29         | 3          | CN              | 4               | 0               | -                  | -                  | -                  | -          | -          | -          | 33     | 3      |
| 2018                 | Ranheim              | ES                   | 30         | 7          | CN              | 2               | 0               | -                  | -                  | -                  | -          | -          | -          | 32     | 7      |
| 2019                 | Ranheim              | ES                   | 20         | 2          | CN              | 3               | 1               | -                  | -                  | -                  | -          | -          | -          | 24     | 3      |
| 2020                 | Ranheim              | 1D                   | 30+2       | 13+0       | -               | -               | -               | -                  | -                  | -                  | -          | -          | -          | 32     | 13     |
| 2021                 | Ranheim              | 1D                   | 27         | 2          | CN              | 1               | 0               | -                  | -                  | -                  | -          | -          | -          | 28     | 2      |
| 2022                 | Ranheim              | 1D                   | 27         | 2          | CN              | 2               | 1               | -                  | -                  | -                  | -          | -          | -          | 29     | 3      |
| Totale Ranheim       | Totale Ranheim       | Totale Ranheim       | 134+2      | 26+0       |                 | 8               | 2               |                    | -                  | -                  |            | -          | -          | 144    | 28     |
| Totale               | Totale               | Totale               | 260+2+     | 39+0+      |                 | 25+             | 4+              |                    | -                  | -                  |            | -          | -          | 287+   | 43+    |

## Palmarès

### Club

#### Competizioni nazionali
- FA Trophy: 1

York City: 2011-2012